# Bob Griese
Robert "Bob" Allen Griese (nascido em 3 de fevereiro de 1945) é um ex-quarterback de futebol americano que ganhou honras All-American quando jogava na Universidade de Purdue antes de ser selecionado no Draft de 1967 pelo Miami Dolphins da American Football League.
Griese levou os Dolphins a três aparições consecutivas no Super Bowl, incluindo duas vitórias no Super Bowl VII e VIII (três aparições seguidas com duas vitórias são incomparáveis para qualquer outro time, muito menos qualquer outro quarterback).
Griese foi introduzido no College Football Hall of Fame e no Indiana Football Hall of Fame em 1984 e no Pro Football Hall of Fame em 1990.
Ele mais tarde trabalhou como comentarista de televisão, comentando jogos da NFL para a NBC Sports e futebol americano universitário na ESPN e ABC. Griese é um dos três quarterbacks de Purdue a ganhar o Super Bowl (junto com Len Dawson e Drew Brees).

## Primeiro anos
Griese nasceu em Evansville, Indiana, filho de Ida (Ulrich) e Sylverious "Slick" Griese. Slick possuía uma empresa de encanamento em Evansville e morreu em 1955, quando Bob tinha dez anos de idade. Bob jogava beisebol principalmente e se destacava como arremessador. Ele também jogava basquete e futebol americano na Rex Mundi High School em Evansville.

### Beisebol
Ele liderou seu time de beisebol até a final nacional no verão de 1963; Eles perderam o título para o Arthur L. Peterson Post de Long Beach, Califórnia.

### Basquete
Ele levou o time de basquete ao primeiro lugar em Indiana, na temporada 1962-63, e um recorde de 19-3. Ele marcou 900 pontos em sua carreira de colegial.

### Futebol Americano
Os Monarchs tiveram um recorde de 15–5 quando Griese esteve lá. Ele foi nomeado pro 1º Time All-City por três temporadas. Depois de ser recrutado por várias faculdades para jogar futebol americano, Bob escolheu a Universidade de Purdue, onde ele se formou em administração de empresas e se tornou uma estrela de três esportes. Em 1984, Bob foi introduzido no Indiana Football Hall of Fame.

## Carreira universitária

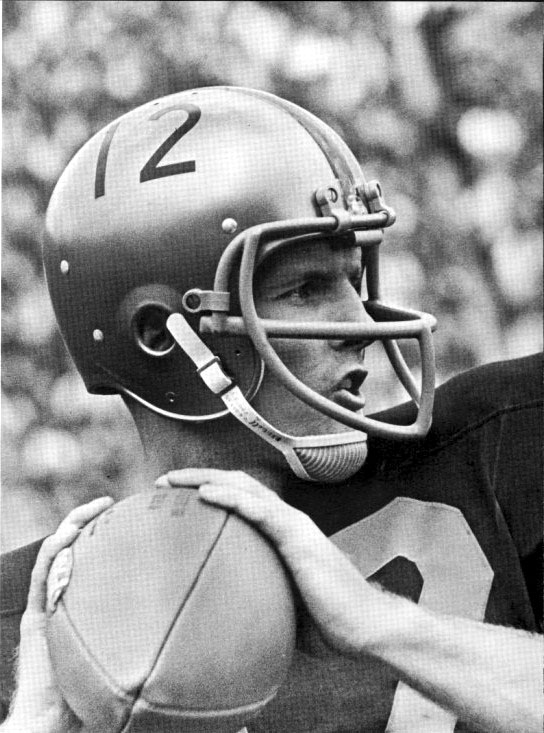
Griese no anuário de 1967 da Universidade de Purdue

Enquanto estava na Universidade de Purdue, Bob tornou-se membro da Sigma Chi Fraternity. Na faculdade, Griese foi para o time de beisebol, teve um recorde de 12-1 em uma temporada, jogou como Armador no time de basquete e jogou como quarterback, kicker e punter no time de futebol americano. Houve muitos jogos em que Griese marcou todos os pontos de Purdue. A partir do início da temporada de 2016, ele estava em 10º na pontuação de todos os tempos na Purdue; 5º na pontuação entre os não-kickers e 4º entre os kickers. As habilidades de passe de Griese melhoraram muito sob a tutela do treinador principal, Jack Mollenkopf, e do treinador de quarterback, Bob DeMoss.
Griese foi duas vezes All-American em Purdue, terminando em 8º na corrida do Heisman Trophy de 1965 e foi o vice-campeão do Heisman Trophy de 1966. Purdue terminou em segundo na Big Ten em 1966 e liderou a primeira aparição da escola no Rose Bowl, onde derrotou USC por 14-13. Ele foi introduzido no Rose Bowl Hall of Fame em 1992. Ele também foi premiado com a Big Ten Medal of Honor por excelência em atletismo e acadêmicos.
Sua excelente carreira universitária lhe valeu a indicação para o Hall da Fama do Futebol Americano Universitário em 1984. Purdue não tem a prática de aposentar números; ele foi introduzido como membro inaugural do Salão da Fama de Purdue Intercollegiate Athletic em 1994.
Em 11 de dezembro de 2014, a Big Ten Network incluiu Griese no "The Mount Rushmore of Purdue Football", escolhido por votação online de fãs. Griese foi acompanhado na honra por Drew Brees, Rod Woodson e Leroy Keyes.

## Carreira profissional

### 1967-1969
Griese foi o quarto jogador selecionado no Common Draft de 1967. Ele foi selecionado pelo Miami Dolphins da AFL. Griese registrou 2.005 jardas e 15 touchdowns em seu ano de estreia em Miami.
Um All-Star da AFL durante seus dois primeiros anos, Griese passou a ser chamado no AFC-NFC Pro Bowl em mais seis temporadas. Mesmo que ele não tenha números impressionantes, sua liderança desempenhou um papel importante em ajudar os Dolphins a competir em três consecutivos Super Bowls, vencendo os dois últimos.
Griese começou a temporada como o quarterback reserva de John Stofa. No entanto, Stofa quebrou o tornozelo no primeiro quarto do primeiro jogo da temporada de 1967 e Griese entrou em cena e passou para uma vitória por 35-21 contra o Denver Broncos. Os próximos três anos foram bastante difíceis para os Dolphins. As vitórias foram difíceis de conseguir, e depois de uma difícil temporada de 1969, o técnico George Wilson foi demitido.

### 1970–1976
O dono dos Dolphins, Joe Robbie, trouxe Don Shula do Baltimore Colts em 1970, e imediatamente a personalidade e a sorte dos Dolphins se transformaram. A equipe encontrou uma nova disciplina e descobriu o que era preciso para se tornar um time vencedor. Eles saíram de um recorde de 3-10-1 em 1969 para um recorde de 10-4 em 1970, indo para os playoffs. No ano seguinte, a equipe chegou ao Super Bowl e Bob Griese foi eleito o MVP da NFL. Embora os Dolphins tenham perdido o Super Bowl em uma derrota amarga para o Dallas Cowboys, não havia como negar que esse era um time que estava rapidamente se tornando uma potência.
A próxima temporada começou bem, com os Dolphins ganhando seus primeiros jogos sobre os adversários mais difíceis do ano. No entanto, no quinto jogo da temporada, Bob Griese foi derrubado por Deacon Jones e Ron East do San Diego Chargers e teve a perna quebrada e o tornozelo deslocado. No lugar dele entrou Earl Morrall, que guiou os Dolphins durante o resto da temporada regular e manteve uma invencibilidade no processo. No entanto, quando os playoffs começaram, era óbvio que os Dolphins não eram tão fortes quanto precisavam para durar muito tempo na pós-temporada. Os Dolphins ganharam apertado do Cleveland Browns que eles deveriam ter batido facilmente e estavam perdendo para o Pittsburgh Steelers. Shula sabia que precisava voltar com Griese e ele simplesmente se virou para Bob no intervalo e perguntou: "Você está pronto?" Para a resposta de Griese: "Sim, estou pronto". Com isso, Bob entrou em campo e respondeu como se nunca tivesse saído, liderando os Dolphins para uma vitória convincente e sua segunda aparição no Super Bowl.

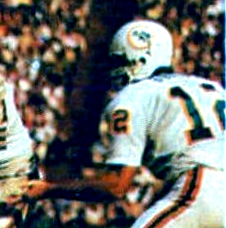
Griese jogando no Super Bowl VII.

Apesar de sua temporada de invencibilidade, os Dolphins foram listados como azarões por dois pontos contra o Washington Redskins no Super Bowl VII. No entanto, fiel à forma da temporada, os Dolphins jogaram um perfeito jogo de controle de bola. Griese acertou 8 de 11 passes para 88 jardas e um touchdown, Larry Csonka correu para mais de 120 jardas e a defesa dos Dolphins, liderada pelos 17 tackles de Manny Fernandez, frustrou o ataque dos Redskins. Miami venceu por 14-7.
No ano seguinte, os Dolphins pareciam ainda mais eficientes e dominantes. Embora eles não tenham conseguido outra temporada invicto, eles voltaram ao Super Bowl e dominaram totalmente o Minnesota Vikings no Super Bowl VIII, vencendo por 24-7.
Em 1974, Griese e os Dolphins tiveram outra temporada impressionante, tendo um recorde de 11-3 antes de perder para o Oakland Raiders e Ken Stabler no Divisional Round.
Em 1975, Griese e os Dolphins tiveram outra temporada forte. Mas no final da temporada em um jogo contra o Baltimore Colts, Griese teve um dedo quebrado e não jogou no resto da temporada. Os Dolphins terminaram com um recorde de 10-4 e não foram para os playoffs pela primeira vez na era Shula. Em 1976, os Dolphins sofreram com muitos jogadores machucados e a equipe terminou com um recorde de 6-8, a primeira vez que Don Shula teve uma temporada com mais derrotas em sua carreira.

### 1977–1980
O ano de 1977 foi o ano de recuperação para Griese e os Dolphins; nessa temporada ele começou a usar óculos no campo. No Dia de Ação de Graças de 1977, Griese teve seis passes para touchdown em três quartos para derrotar o St. Louis Cardinals por 55-14. Bob novamente liderou a AFC em passes para touchdown, mas o recorde de 10-4 não foi mais uma vez suficiente para colocar o time nos playoffs.
No ano seguinte, Bob rasgou os ligamentos do joelho em um jogo de pré-temporada. No entanto, quando ele voltou, ele foi um passador tão forte quanto no ano anterior. Em um jogo contra o Houston Oilers (transmitido nacionalmente no Monday Night Football da ABC), Griese teve mais de 300 jardas mas os Oilers venceram o jogo por 35-30. Nos playoffs, Griese completou 63% dos seus passes mas os Dolphins perderam por 11-5, novamente para os Oilers.
Em 1979, Bob sofreu algumas lesões nas pernas que afetaram seu lançamento. Ele não foi tão eficaz e começou a ouvir algumas críticas. No entanto, ele foi capaz de levar os Dolphins a um recorde de 10-6. Os Dolphins então se viram dominados pelo Pittsburgh Steelers no Divisional Round.
Em 1980, Griese descobriu que ele havia perdido sua vaga de titular para Don Strock ou o novato David Woodley. No entanto, Griese saiu do banco por vários jogos seguidos para liderar vitórias. Griese recuperou a posição de titular no quinto jogo da temporada, mas foi derrubado por Mike Ozdowski, do Baltimore Colts e acabou tendo uma lesão no ombro, o deixando fora pelo resto da temporada. A lesão levou à decisão de Griese de se aposentar aos 35 anos.
Bob foi eleito para o Hall da Fama do Pro Football em 1990.
O dono dos Dolphins, Joe Robbie, decidiu pedir a Griese que ficasse por mais um ano como assistente técnico, o que ele fez na temporada de 1981, ajudando Strock e o jovem Woodley a se tornarem o famoso “Woodstrock”. Bob decidiu que não gostava das horas exigidas para ser um assistente técnico, na esperança de dedicar mais tempo à sua família, mas ainda gostava de fazer parte do jogo.
O Miami Dolphins teve a maior porcentagem de vitórias em todos os esportes profissionais na década de 1970, e Bob Griese foi seu quarterback titular ao longo da década, exceto quando ele ficou fora por causa de lesão por vários jogos em 1972, 1975 e 1978.
Nas 14 temporadas de Griese, ele teve 25.092 jardas e 192 touchdowns. Griese também correu para 994 jardas e sete TDs. Griese foi MVP dos Dolphins por seis vezes e foi All-Pro em 1971 e 1977, além disso ele jogou em dois jogos All-Star da AFL e em seis Pro Bowls.
Os Dolphins aposentaram seu número 12 durante o Monday Night Football em 1985, transmitido pela ABC, a rede que seria proeminente em sua carreira pós-futebol.

## Pós-Aposentadoria

### NBC Sports

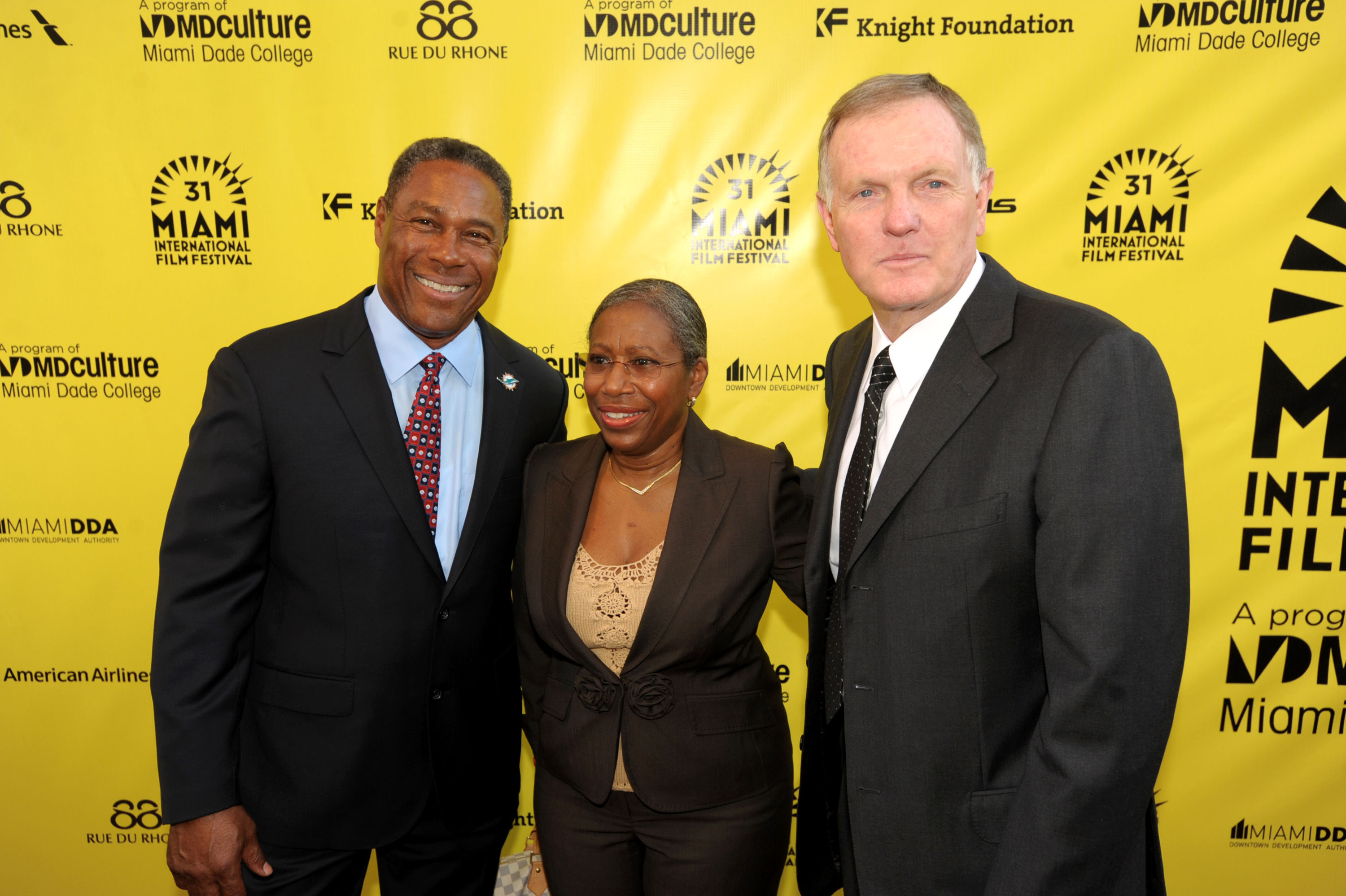
Griese no Festival Internacional de Cinema de Miami em 2014

Para ficar em contato com o jogo, em 1982, Griese decidiu aceitar um emprego como comentarista da NBC Sports, em parceria com Charlie Jones para os jogos da NFL. Enquanto estava lá, ele participou do Super Bowl XX.

### ABC Sports
Em 1987, Griese foi contratado pela ABC Sports, onde era comentarista de Futebol americano universitário. Ele cobriu as finais nacionais da BCS em 1999, 2001 e 2005.
No ABC, Griese teve muitas oportunidades de assistir seu filho Brian Griese jogar na Universidade de Michigan. A princípio, a ABC relutou em deixar Griese comentar os jogos de Michigan, temendo um conflito de interesses. Mas quando decidiram experimentá-lo, Bob permaneceu o mais imparcial e profissional possível, chegando a referir-se a seu filho como "Griese", em vez de Brian, e apontando erros quando se sentia necessário.
Em 1º de janeiro de 1998, Bob conseguiu transmitir o Rose Bowl, o último jogo universitário da carreira de seu filho. Brian foi nomeado o MVP do jogo, levando seu time a uma temporada invicta e o título do campeonato nacional com a vitória no Rose Bowl. Bob e Brian estavam emocionados naquele momento, enquanto pensavam na esposa de Bob, Judi, que havia morrido de câncer de mama em 1988, mas que os dois sentiam estar lá naquele momento especial. Bob e Brian mais tarde escreveram um livro, intitulado "Undefeated", que discutia não apenas sua conexão com o futebol americano, mas também seu amor por Judi.
Brian tornou-se um quarterback e comentarista, jogando pelo Denver Broncos e Tampa Bay Buccaneers, e depois comentando jogos na ESPN e ABC.

### ESPN
Durante as temporadas de 2009 e 2010, Griese atuou como comentarista principal das transmissões de Futebol americano universitário na ESPN. Griese se aposentou da ESPN em 3 de fevereiro de 2011.

### Rádio do Miami Dolphins
Bob Griese é analista de transmissões de pré-temporada da Miami Dolphins desde 2002. Em 2011, Bob Griese se juntou à equipe de transmissão de rádio dos Dolphins como comentarista, substituindo o ex-companheiro de equipe, Jim Mandich.

## Vida pessoal
Griese casou-se com a colega de Purdue, Judi Lassus, em junho de 1967, após a formatura, e tiveram três filhos. Enfermeira, ela perdeu uma batalha de seis anos com câncer de mama aos 44 anos de idade no início de 1988. Ele agora reside com sua segunda esposa, Shay, em Jupiter, Flórida, e Banner Elk, Carolina do Norte.
Seu filho mais novo é Brian Griese (nascido em 1975), que também jogou como quarterback na NFL. Em 2006, ele estava na Wheel of Fortune e os ganhos foram para a casa de Judi.